# Warkocznica
Warkocznica, eukomis (Eucomis L'Hér) – rodzaj roślin z rodziny szparagowatych. Obejmuje 12 gatunków. Rośliny te rosną w stanie dzikim w południowej Afryce. Niektóre gatunki, także w Europie Środkowej, uprawiane są jako rośliny ozdobne.

## Morfologia
Warkocznice posiadają dużą cebulę bez tuniki, z niej wyrasta rozeta dużych, lancetowatych, jasnozielonych liści z wyraźnie zaznaczonym nerwem głównym i z purpurowymi punktami na spodniej stronie liści. Kwiaty promieniste, zielono-fioletowo-kremowe, zebrane w walcowaty kwiatostan z niewielką, drugą rozetką liści na szczycie. Rozeta liści osiąga 20–25 cm wysokości, a kwiatostan do 45 cm.

## Systematyka
Pozycja systematyczna
Rodzaj z podplemienia Massoniinae z plemienia Hyacintheae z podrodziny Scilloideae z rodziny szparagowatych Asparagaceae. W różnych systemach bywał zaliczany do rodziny hiacyntowatych Hyacinthaceae i liliowatych Liliaceae.
Wykaz gatunków
- Eucomis amaryllidifolia Baker
- Eucomis autumnalis (Mill.) Chitt. – warkocznica jesienna
- Eucomis bicolor Baker – warkocznica dwubarwna[7]
- Eucomis comosa (Houtt.) H.R.Wehrh. – warkocznica włochata[7]
- Eucomis grimshawii G.D.Duncan & Zonn.
- Eucomis humilis Baker
- Eucomis montana Compton
- Eucomis pallidiflora Baker – warkocznica jasnokwiatowa[7]
- Eucomis regia (L.) L'Hér. – warkocznica królewska
- Eucomis schijffii Reyneke
- Eucomis vandermerwei I.Verd.
- Eucomis zambesiaca Baker

## Uprawa
Nadaje się do terrarium tropikalnego. W sprzedaży znajdują się rośliny młode, które często nie zakwitają w pierwszym roku uprawy. Z wiekiem kwitnienie jest systematyczne, a wielkość kwiatostanu rośnie.
Wymagania
Aby cebula wydała kwiaty należy sadzić ją w miejscu jasnym, ciepłym o średniej lub wysokiej wilgotności powietrza. Gleba powinna być żyzna, lekka z dodatkiem torfu i piasku.
Sposób uprawy
Cebule sadzi się na początku wiosny (wtedy są dostępne w centrach ogrodniczych) na głębokości 5–8 cm (piętką do dołu). Podlewać należy tak, by gleba była zawsze wilgotna, ale nie zalana. Nawozić należy co 3 tygodnie nawozem dla roślin kwitnących. Pod koniec października gdy liście zaczną lekko usychać należy wyjąć cebule z ziemi, ściąć łodygi i liście, a samą cebulę osuszyć i pozostawić w chłodnym i suchym miejscu aż do marca, kiedy to znów będzie można rozpocząć uprawę.
Rozmnażanie
Przez oddzielenie cebul przybyszowych lub z nasion.